# Amt Wischhafen
Das Amt Wischhafen war ein historisches Verwaltungsgebiet des Herzogtums Bremen bzw. des Königreichs Hannover.

## Geschichte
Das Amtsgebiet wurde 1852 um Teile des ehemaligen Gräfengerichts Kehdingen Bützflethschen Teils vergrößert. 1859 wurde das Amt aufgehoben und mit dem Amt Freiburg/Elbe vereinigt.

## Amtmänner
- 1814–1824: Daniel Kannengießer, Amtmann, Gräfe des Landes Kehdingen (Bützfleth)
- 1824: Anton Dietrich von Wersabe, Amtsassessor
- 1825–1830: Heinrich Wilhelm Julius Schönian, Amtsassessor
- 1831–1841: Carl Heinrich Ludwig  Erxleben, Amtsassessor
- 1839–1841: Georg Carl David Stegemann, Amtsassessor, Mitverwalter
- 1841–1848: Friedrich Otto Ludwig Wyneken, Amtsassessor
- 1845: Gustav Ludwig Jungblut, Amtsassessor, Mitverwalter
- 1846: von Engelbrechten, Amtsassessor, Mitverwalter
- 1846–1848: Hermann Justus Conring, Amtsassessor, Mitverwalter
- 1848–1859: Ludwig Gottlieb Georg Julius Pagenstecher, Amtsassessor, ab 1853 Amtmann
- 1848–1850: Langenbeck, Amtsassessor, Mitverwalter
- 1850–1859: Meyer, Amtsassessor, Mitverwalter